# Gennevilliers
Gennevilliers és un municipi francès, situat al departament dels Alts del Sena i a la regió de l'Illa de França. L'any 2005 tenia 42.900 habitants. Es troba a 9,1 km de la ciutat de París, essent part de la seva zona metropolitana.
Forma part del cantó de Gennevilliers i del districte de Nanterre. I des del 2016, de la divisió Boucle Nord de Seine de la Metròpolis del Gran París.

## Història
El 9 d'abril de 1929, una cinquena part del territori de Gennevilliers va segregar-se per formar la nova comuna de Villeneuve-la-Garenne.

## Economia
La ciutat compta amb el port fluvial del Sena més important de la conurbació parisenca.

## Transport
Gennevilliers està connectada amb París per l'estació de metro Gabriel Péri – Asnières – Gennevilliers de la línia 13 de Paris Métro. Aquesta parada està situada a la comuna d'Asnières-sur-Seine, a tocar de la frontera entre ambdues localitats.
A Gennevilliers també hi fan parada els ferrocarrils de la rodalia de París, RER, a les estacions de RER line C: Les Grésillons i Gennevilliers.

## Miscel·lània
L'actriu Isabelle Adjani va néixer a Gennevilliers.
Gennevilliers està agermanada amb la ciutat de Birkenhead situada en la Península Wirral de Merseyside, Regne Unit.